# Mischbettfilter
Mischbett-Austauscher, auch Mischbettfilter genannt, werden in der Wasseraufbereitung verwendet, wenn  vollentsalztes Wasser aus Trink- oder Brauchwasser mit Ionenaustauschern erzeugt werden soll. Die Mischbettfilter 
entfernen die restlichen ionogenen Verbindungen aus einem Wasser, die als Schlupf nach den vorgeschalteten Kationen- und Anionenaustauschern noch vorhanden sind. Weiterhin übernehmen sie eine Schutzfunktion, wenn bei Störungen der vorangeschalteten Filter ein Durchbruch von Ionen auftritt. Die Filter werden deshalb auch Polizeifilter genannt. Dieser Name wird im Anlagenbau aber auch für Filter verwendet, die keine ionogene Restreinigungs- oder ionogene Schutzreinigungsfunktion übernehmen. 
Nachfolgend eine Skizze für ein Mischbettfilter mit den typischen Einbauten und Rohranschlüssen.

Die Bauweise der Mischbettfilter ist weitgehend vergleichbar mit den Gleichstrom-Austauschern. Während letztere aber entweder nur Kationen- oder Anionenaustauschharze enthalten, werden in Mischbettfiltern grundsätzlich mindestens 2 Sorten und zwar ein Kationen- und ein Anionenaustauschharz verwendet. Mit diesen beiden Austauschharztypen können im Wasser gelöste Elektrolyte vollständig entfernt werden. Da zwei unterschiedliche Ionenaustauschharze in einem Behälter vorhanden sind, muss bei nicht extern regenerierten Mischbettfiltern ein zusätzliches Drainagesystem eingebaut sein, damit eine räumlich getrennte Regeneration der Harze durchgeführt werden kann.

## Entwicklung der Vollentsalzung
Bis zur Entwicklung und industriellen Herstellung der stark basischen Anionenaustauschharze konnten natürliche Wässer mit der Technik des Ionenaustausches nur vollenthärtet oder weitgehend teilentsalzt werden. Nachdem stark basische Anionenaustauschharze ab etwa Anfang der 1950er Jahre zur Verfügung standen, war eine Vollentsalzung mittels Ionenaustauscher mit einfacher Technik und hohem Wirkungsgrad möglich. Große Mengen derartiger vollentsalzter Wässer werden vor allem für den Betrieb moderner Hochdruckkessel in Kraftwerken benötigt. 
Vor der Entwicklung der Mischbettfilter konnten vollentsalzte Wässer mit einer Leitfähigkeit von kleiner 1,0 µS/cm nur aufwendig beispielsweise mit Anlagen von folgender Schaltung erzeugt werden:
1. Stufe Kationenaustauscher mit stark saurem Austauschharz
2. Stufe Anionenaustauscher mit schwach basischen Austauschharz
3. Stufe Kationenaustauscher mit stark saurem Austauschharz
4. Stufe Anionenaustauscher mit stark basischen Austauschharz
Ohne eine Aufteilung in jeweils 2 Kationen- und Anionenaustauscher war durch den Gegenioneffekt nur eine Restleitfähigkeit von > 1 µS/cm erreichbar.
Für eine weitere Verbesserung der Restleitfähigkeit auf deutlich < 1,0 µS/cm war die zusätzliche Anordnung eines Schlupffilters nach einer Entsalzungsstraße mit Gleichstromfiltern erforderlich. 

Normalerweise wird der überwiegende Anteil der Restleitfähigkeit von über 90 % durch den Natriumschlupf verursacht. Das Natrium liegt nach einem stark basischen Anionenaustauscher als dissoziiertes Natriumhydroxid vor. Ein nachgeschalteter Schlupffilter mit schwach oder stark sauren Kationenaustauschharzen entfernt diesen Schlupf sicher. Hierdurch wird die Leitfähigkeit deutlich verringert. Nachteilig ist bei derartigen Schlupffiltern, dass diese zwar die Leitfähigkeit deutlich durch die Entfernung der Natriumionen verringern, aber den Anionenschlupf unverändert lassen. Dieser Anionenschlupf besteht neben den Chloridionen überwiegend aus schwach dissoziierten Anionen von beispielsweise Kiesel- und Huminsäure. Eine Entfernung dieses Anionenschlupfes hätte nur mit einem weiteren Schlupffilter mit stark basischen Anionenaustauschmaterial durchgeführt werden können.
Mit Einführung der Mischbettfilter in die Aufbereitungstechnik für Wasser wurde die Aufbereitung zu vollentsalzten Wässern ohne höheren Restionenschlupf bei deutlich geringerem Anlagenaufwand möglich.
Nach der Einführung der Gegenstromaustauscher konnte aber bereits ein entsalztes Wasser mit im Mittel < 0,5 µS/cm Leitfähigkeit ohne Schlupffilter erzeugt werden. Vorher waren grundsätzlich Mischbettfilter erforderlich, die als letzte Stufe auch die Restentsalzung übernehmen. Mit Einführung der Gegenstromtechnik wurden kombinierte Arbeits- und Polizeifilter möglich, die bei wirtschaftlichen Chemikalienaufwand sowohl die Funktion der Entsalzung wie auch die Funktion des Schlupffilters übernehmen. In der Praxis werden dafür mit Erfolg spezielle Filtertypen verwendet, die mindestens 2 bis 3 Kammern in einer Filtersäule besitzen.
Die nebenstehende verfahrenstechnische Skizze zeigt ein Sandwichfilter. Es handelt sich dabei um ein Mehrkammerfilter, das nach dem Gegenstromprinzip arbeitet und Kationen- und Anionenaustauschharze in den getrennten Kammern enthält. Bei derartigen Filtern ist die Verwendung eines zusätzlichen Inertharzes erforderlich. Ein spezifisch leichtes und schwimmfähiges Inertharz, angeordnet im Bereich der Abwasserdrainage, trennt die ein- und austretenden Regenerierwässer von den beiden Ionenaustauschharzen. Bei 3- statt 2-Kammerfiltern wird in der oberen Kammer nochmals Kationenaustauscherharz verwendet. Hierdurch wird ein möglicher, aber bereits sehr geringer Kationenschlupf sicher entfernt. Die Deionatqualität nach einem derartigen Filter entspricht völlig den Werten, die auch mit normalem Mischbettfiltern nach einer Entsalzungsstraße, erreichbar sind. 
Mit den Sandwichfiltern in der Funktion vergleichbar sind die Multistepfilter. Diese werden aber nach den Kriterien des Schwebebettverfahrens ausgelegt. Mit beiden Filtertypen in der 2-Kammerausführung können elektrolytarme Reinwässer bei niedrigem Chemikalienaufwand auch ohne einen zusätzlichen Mischbettfilter erzeugt werden. Es werden Restleitfähigkeiten von kleiner 0,06 µS/cm bei 20 °C erreicht.

## Grundlagen für Mischbettfilter
Sind stark saure und stark basische Ionenaustauschharze in einem Filterbett gemischt, so entspricht dies für den Ionenaustausch einer Hintereinanderschaltung von sehr vielen Kationen- und Anionenaustauschern. Hierdurch wird zwangsläufig der Ionenschlupf minimiert und ein vollständiger Ionenaustausch erreicht. Für diese maximale Austauschfunktion sind folgende Voraussetzungen zu erfüllen:
- weitgehende Regeneration der beiden Harztypen
- optimale Mischung der beiden Harze

Voraussetzungen für eine optimale Mischung sind:
- es wird eine ausreichende Luftmenge verwendet
- die Mischzeit ist ausreichend
- der Wasseranteil im Harzbett während der Mischung ist begrenzt

Die vorstehend angeführte Voraussetzung weitgehende Regeneration der Ionenaustauschharze begrenzt zwangsläufig auch den zulässigen Beladungszustand. Der Ionenaustausch ist eine Gleichgewichtsreaktion. Nach der nachfolgenden Gleichung für ein stark saures Kationenharz in der regenerierten H-Form und der beladenen Na-Form ergibt sich:
{\displaystyle \mathrm {R{-}SO_{3}H+Na^{+}+H_{2}O\ \rightleftharpoons \ R{-}SO_{3}Na+H_{3}O^{+}} }
Wenn in einem reinen neutralen Wasser (pH = 7,0) der Gehalt an freien Na-Ionen maximal 1 ppb betragen soll, sind für Beladungs- und Regenerationszustand folgende Werte vorgegeben:
- Konzentration der Wasserstoffionen = 1·10−7 mol/l
- Konzentration der Natriumionen = 4,3·10−8 mol/l

Die Natriumkonzentration im Wasser ist vom Gleichgewichtskoeffizient K des verwendeten Kationenaustauschharzes abhängig. Dieser beträgt beispielsweise bei einem normalen Kationenaustauschharz 1,5. Dieser angegebene Wert für den Gleichgewichtskoeffizient K ist für ein Polystyrolsulfosäureharz mit 8 % Divinylbenzol als Vernetzungsmittel gültig.
Der notwendige Regeneriergrad errechnet sich für einen derartigen Ionenaustauscher wie folgt:
K = (R·Na) · (H+) / (R·H) · (Na+)  = 1,5
(H+) = 1·10−7 mol/l
(R·Na) = (1 − R·H) Mol-%
(R·H) / (1 − R·H) = 1/1,5 · 1·10−7 / 4,3·10−8 = 1,53
(R·H) = 1,53 (1 - R·H)
(R·H) = 0,606, in Mol-% entspricht dies ca. 61 % der Totalkapazität des Austauschers
Mindestens 61 % des Austauschers müssen in der H-Form vorliegen, damit über das Gleichgewicht ein Wert von 1 ppb für die Natriumionen im Wasser nicht überschritten wird. Sinngemäß die gleichen Voraussetzungen sind für den Anionenaustauscher und das Gleichgewicht für OH- und Cl-Ionen entsprechend der nachfolgenden Gleichung zu berücksichtigen:
{\displaystyle \mathrm {R{-}N(CH_{2})_{3}OH+Cl^{-}\ \rightleftharpoons \ R{-}N(CH_{3})_{3}Cl+OH^{-}} }
Durch den vorgegebenen hohen Regeneriergrad der Austauschharze wird die Verwendung eines Mischbettfilters als Arbeitsstufe begrenzt, da nur mit einem deutlich höheren Chemikalienaufwand eine Entsalzung eines Wassers möglich ist.

## Qualität der Ionenaustauschharze
Für den Einsatz in Mischbettfiltern sind sowohl Gelharze wie auch die mechanisch festeren makropöröse Typen geeignet. Grundsätzlich werden fast nur stark saure Kationenaustauscher und stark basische Anionenaustauscher Typ I verwendet. Entscheidend für die Wahl der Typen sind Betriebstemperatur, Qualität des Zulaufwassers wie auch Harzbetthöhe und Filtergeschwindigkeit. Wichtig ist die richtige Korngrößenverteilung und ein deutlicher Unterschied der spez. Gewichte, damit eine problemlose Trennung durch Rückspülung erreichbar ist. Um die Trennschicht eindeutiger beobachten zu können, werden üblicherweise hellere Kationenaustauschharze mit dunkleren Anionenaustauschharzen verwendet. Allerdings werden insbesondere Kationenaustauschharze nach längerer Betriebszeit durch Aufnahme von Verunreinigungen deutlich dunkler. Hierdurch verringert sich der ursprüngliche Farbunterschied von neuen Harzen später.

## Regenerationstechnik
Um eine weitgehende getrennte Regeneration der beiden Austauschharze zu erreichen, sind zwei Verfahren üblich. Bei dem aufwendigeren aber seltener angewandten ersten Verfahren wird das gesamte Harz aus dem Mischbettfilter in eine externe Regenerierstation hydraulisch ausgespült und dort vor der Regeneration räumlich getrennt. Eine externe Regenerierstation besteht normalerweise aus 3, manchmal auch nur aus 2 Behältern. Bei der 3 Behälter-Variante sind dies: 1. Trenn- und Kationenharzregenerierbehälter, 2. Regenerierbehälter für Anionenharz und 3. Harzmisch- und Vorratsbehälter. Durch die weitgehende räumliche Trennung der beiden Austauschertypen vor der Regeneration werden mit dieser Technik einige der Probleme, wie beispielsweise eine stärkere Beladung mit der jeweiligen falschen Chemikalie, vermieden. Dies kann bei dem internen Verfahren leicht auftreten, wenn die erforderlichen Druck- und Strömungsverhältnisse im Harzbett nicht optimal eingehalten werden.
Bei dem von den Investitionskosten günstigeren und wesentlich häufiger angewendetem zweiten Verfahren werden die Harze im Mischbettfilter regeneriert. Vor der Regeneration werden die Harze rückgespült. Hierbei wird neben der Entfernung von im Betrieb aufgenommenen Feststoffpartikeln, das Filterbett aufgelockert und in die schwerere untere Schicht der Kationenharze und die obere leichtere Schicht der Anionenharze getrennt.
Erst nach dieser Trennung kann durch Zugabe der Chemikalienlösungen die eigentlichen Regeneration durchgeführt werden. Normalerweise wird verdünnte Salzsäure 4–6%ig für das Kationenharz und verdünnte Natronlauge 2,5–4%ig für das Anionenharz verwendet. Besonders bei Anlagen für die Kondensataufbereitung wird häufiger auch Schwefel- statt Salzsäure verwendet. Hierdurch soll verhindert werden, dass Chloridionen über die Regeneration in das Reinkondensat gelangen. 
Für die Durchführung der internen Regeneration sind ebenfalls 2 unterschiedliche Methoden üblich. Bei der ersten Methode strömen die Chemikalien zeitlich nacheinander durch die jeweilige Harzschicht. Zuerst wird die Lauge über die obere Anionenharzschicht geführt. Sie verlässt den Behälter entweder über das in der Trennschicht zwischen Anionen- und Kationenharze angeordnete Drainagesystem oder auch über den unteren Behälteraustritt. 
Bei letzterer Technik wird zwangsläufig das Kationenharz vor der Regeneration mit Säure vollständig in die Natriumform überführt.
Bei der anderen Methode werden gleichzeitig Lauge und Säure über die Harze geführt. Sowohl Lauge wie auch Säure verlassen zusammen über das Drainagesystem den Behälter. Vorteilhaft bei dieser Regenerationstechnik ist die kürzere Regenerationszeit und die geringere Möglichkeit, dass Lauge oder Säure in die jeweilig falsche Harzschicht gelangen.
Nach Beendigung der Chemikalienbehandlung und einem ausreichenden Auswaschen der Regenerierlösungen aus den Harzen wird der Wasserstand im Behälter bis wenige Zentimeter über das Harzbett abgesenkt. Danach werden beide Harzschichten mit Luft intensiv und ausreichend lange gemischt. Nach dem Auffüllen und einer ausreichenden Einfahrzeit vor dem Betrieb kann mit dem Mischbettfilter wieder vollentsalztes Wasser erzeugt werden.
Eine Sonderform der Mischbettfilter ist das Triobett. Dieses System wird sowohl für intern wie auch extern regenerierte Mischbettfilter eingesetzt. Die Verwendung einer inerten 3. Harzkomponente wurde bereits Anfang der 1950er Jahre in einem deutschen Patent beschrieben. Erfolgreich in der Praxis angewendet wurde es aber erstmals 1976 in einem Kernkraftwerk in Belgien. In der Bauform ist dieser Typ mit den normalen Mischbettfiltern vergleichbar. Das für die Harzfüllung zusätzliche Inertharz hat ein spezifisches Gewicht, das höher ist als das des Anionen- aber niedriger als das des Kationenaustauschharzes. Nach einer Rückspülung bildet das Inertharz eine Trennschicht zwischen den beiden anderen Harzsorten im Bereich des Dränagesystemes. Bei der Regeneration wird dadurch ein Kontakt mit der falschen Regenerierlösung weitgehend verhindert.